# Mindenmines
Mindenmines és una població dels Estats Units a l'estat de Missouri. Segons el cens del 2000 tenia 409 habitants.

## Demografia
Segons el cens del 2000, Mindenmines tenia 409 habitants, 149 habitatges, i 101 famílies. La densitat de població era de 41,8 habitants per km².
Dels 149 habitatges en un 38,3% hi vivien nens de menys de 18 anys, en un 55,7% hi vivien parelles casades, en un 8,1% dones solteres, i en un 32,2% no eren unitats familiars. En el 26,8% dels habitatges hi vivien persones soles el 13,4% de les quals corresponia a persones de 65 anys o més que vivien soles. El nombre mitjà de persones vivint en cada habitatge era de 2,74 i el nombre mitjà de persones que vivien en cada família era de 3,35.
Per edats la població es repartia de la següent manera: un 32,3% tenia menys de 18 anys, un 9,5% entre 18 i 24, un 24,7% entre 25 i 44, un 20,5% de 45 a 60 i un 13% 65 anys o més.
L'edat mediana era de 32 anys. Per cada 100 dones de 18 o més anys hi havia 99,3 homes.
La renda mediana per habitatge era de 22.125 $ i la renda mediana per família de 31.406 $. Els homes tenien una renda mediana de 23.393 $ mentre que les dones 16.094 $. La renda per capita de la població era de 9.560 $. Entorn del 14,9% de les famílies i el 15,6% de la població estaven per davall del llindar de pobresa.

## Poblacions més properes
El següent diagrama mostra les poblacions més properes.